# Atlantens blå band
Atlantens blå band är ett vandringspris som tilldelas det fartyg som snabbast korsar norra Atlanten. 

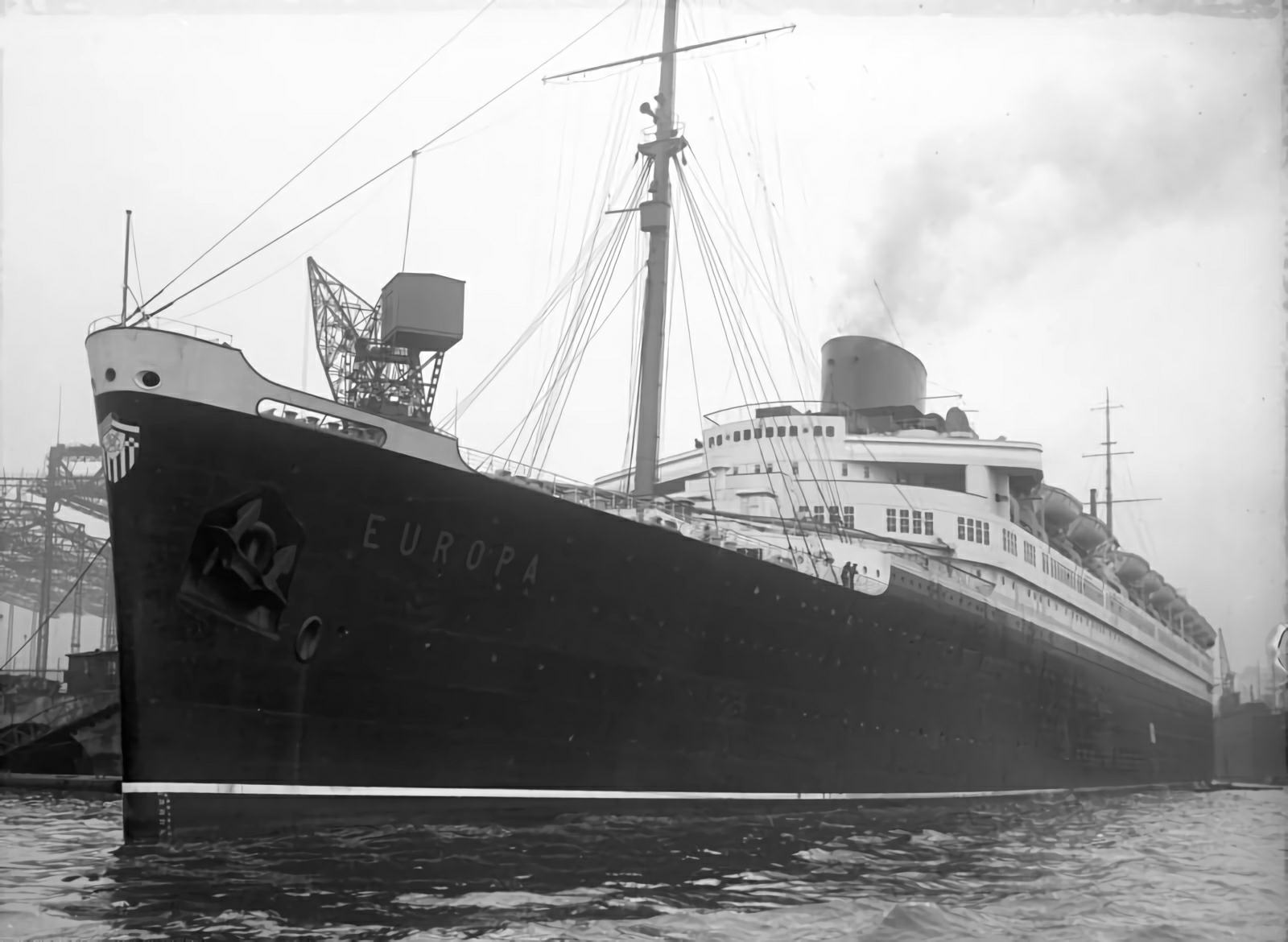
S/S Europa strax före jungfruresan 19 mars 1930 på vilken hon erövrade Atlantens blå band.

Blåa bandet har sedan länge använts som synonym till den högsta utmärkelsen, de främsta riddarordnarna har vanligen blåa band, och även använts om första pris i olika tävlingar. 
Inom sjöfarten kom en blå vimpel att tilldelas de klipperskepp som gjorde den snabbaste resan mellan England och Australien, som fick namnet "Blue ribbon". Under 1800-talet började man även tävla om den snabbaste resan över Atlanten, första gången ett Atlantens blå band omtalas var 1819 då hjulångaren Savannah korsade Atlanten med en medelhastighet av 6 knop. Tävlingen mäter den högsta medelhastigheten vid överfarten, inte snabbaste passagen över Atlanten. Under de första åren är uppgifterna om innehavare osäkra. Det var under lång tid ett rent symboliskt pris, men 1935 instiftades ett vandringspris i form av en pokal.

## Västerut
| Ångare                      | År   | Datum                     | Rederi  | Från        | Till       | Sjömil | Dagar, timmar, minuter | Knop    |
| --------------------------- | ---- | ------------------------- | ------- | ----------- | ---------- | ------ | ---------------------- | ------- |
| SS Sirius                   | 1838 | 4 april–22 april          | B&A     | Cork        | Sandy Hook | 3583   | 18 d, 14 t, 22 m       | 8.03    |
| SS Great Western            | 1838 | 8 april–23 april          | GW      | Avonmouth   | New York   | 3220   | 15 d, 12 t, 0 m        | 8.66    |
| SS Great Western            | 1838 | 2 juni–17 juni            | GW      | Avonmouth   | New York   | 3140   | 14 d, 16 t, 0 m        | 8.92    |
| SS Great Western            | 1839 | 18 maj–31 maj             | GW      | Avonmouth   | New York   | 3086   | 13 d, 12 t, 0 m        | 9.52    |
| MS Columbia                 | 1841 | 4 juni–15 juni            | Cunard  | Liverpool   | Halifax    | (2534) | 10 d, 19 t, 0 m        | (9.78)  |
| SS Great Western            | 1843 | 29 april–11 maj           | GW      | Liverpool   | New York   | 3068   | 12 d, 18 t, 0 m        | 10.03   |
| Cambria                     | 1845 | 19 juli–29 juli           | Cunard  | Liverpool   | Halifax    | (2534) | 9 d, 20 t, 30 m        | (10.71) |
| America                     | 1848 | 3 juni–12 juni            | Cunard  | Liverpool   | Halifax    | (2534) | 9 d, 0 t, 16 m         | (11.71) |
| Europa                      | 1848 | 14 oktober–23 oktober     | Cunard  | Liverpool   | Halifax    | (2534) | 8 d, 23 t, 0 m         | (11.79) |
| Asia                        | 1850 | 18 maj–27 maj             | Cunard  | Liverpool   | Halifax    | (2534) | 8 d, 14 t, 50 m        | (12.25) |
| Pacific                     | 1850 | 11 september–21 september | Collins | Liverpool   | New York   | (3050) | 10 d, 4 t, 45 m        | (12.46) |
| Baltic                      | 1851 | 6 augusti–16 augusti      | Collins | Liverpool   | New York   | 3039   | 9 d, 19 t, 26 m        | 12.91   |
| Baltic                      | 1854 | 28 juni–7 juli            | Collins | Liverpool   | New York   | 3037   | 9 d, 16 t, 52 m        | 13.04   |
| Persia                      | 1856 | 19 april–29 april         | Cunard  | Liverpool   | Sandy Hook | (3045) | 9 d, 16 t, 16 m        | (13.11) |
| Scotia                      | 1863 | 19 juli–27 juli           | Cunard  | Queenstown  | New York   | (2820) | 8 d, 3 t, 0 m          | (14.46) |
| SS Adriatic                 | 1872 | 17 maj–25 maj             | W.Star  | Queenstown  | Sandy Hook | 2778   | 7 d, 23 t, 17 m        | 14.53   |
| SS Germanic                 | 1875 | 30 juli–7 augusti         | W.Star  | Queenstown  | Sandy Hook | 2800   | 7 d, 23 t, 7 m         | 14.65   |
| City Of Berlin              | 1875 | 17 september–25 september | Inman   | Queenstown  | Sandy Bank | 2829   | 7 d, 18 t, 2 m         | 15.21   |
| SS Britannic                | 1876 | 27 oktober–4 november     | W.Star  | Queenstown  | Sandy Hook | 2795   | 7 d, 13 t, 11 m        | 15.43   |
| SS Germanic                 | 1877 | 6 april–13 april          | W.Star  | Queenstown  | Sandy Hook | 2830   | 7 d, 11 t, 37 m        | 15.76   |
| Alaska                      | 1882 | 9 april–16 april          | Guion   | Queenstown  | Sandy Hook | 2802   | 7 d, 6 t, 20 m         | 16.07   |
| Alaska                      | 1882 | 14 maj–21 maj             | Guion   | Queenstown  | Sandy Hook | 2871   | 7 d, 4 t, 12 m         | 16.67   |
| Alaska                      | 1882 | 18 juni–25 juni           | Guion   | Queenstown  | Sandy Hook | 2886   | 7 d, 1 t, 58 m         | 16.98   |
| Alaska                      | 1883 | 29 april–6 maj            | Guion   | Queenstown  | Sandy Hook | 2844   | 6 d, 23 t, 48 m        | 17.05   |
| Oregon                      | 1884 | 13 april–19 april         | Guion   | Queenstown  | Sandy Hook | 2861   | 6 d, 10 t, 10 m        | 18.56   |
| RMS Etruria                 | 1885 | 16 augusti–22 augusti     | Cunard  | Queenstown  | Sandy Hook | 2801   | 6 d, 5 t, 31 m         | 18.73   |
| RMS Umbria                  | 1887 | 29 maj–4 juni             | Cunard  | Queenstown  | Sandy Hook | 2848   | 6 d, 4 t, 12 m         | 19.22   |
| RMS Etruria                 | 1888 | 27 maj–2 juni             | Cunard  | Queenstown  | Sandy Hook | 2854   | 6 d, 1 t, 55 m         | 19.56   |
| SS City of Paris            | 1889 | 2 maj–8 maj               | I&I     | Queenstown  | Sandy Hook | 2855   | 5 d, 23 t, 7 m         | 19.95   |
| SS City of Paris            | 1889 | 22 augusti–28 augusti     | I&I     | Queenstown  | Sandy Hook | 2788   | 5 d, 19 t, 18 m        | 20.01   |
| SS Majestic                 | 1891 | 30 juli–5 augusti         | W.Star  | Queenstown  | Sandy Hook | 2777   | 5 d, 18 t, 8 m         | 20.10   |
| SS Teutonic                 | 1891 | 13 augusti–19 augusti     | W.Star  | Queenstown  | Sandy Hook | 2778   | 5 d, 16 t, 31 m        | 20.35   |
| SS City of Paris            | 1892 | 20 juli–27 juli           | I&I     | Queenstown  | Sandy Book | 2785   | 5 d, 15 t, 58 m        | 20.48   |
| SS City of Paris            | 1892 | 13 oktober–18 oktober     | I&I     | Queenstown  | Sandy Hook | 2782   | 5 d, 14 t, 24 m        | 20.70   |
| RMS Campania                | 1893 | 18 juni–23 juni           | Cunard  | Queenstown  | Sandy Hook | 2864   | 5 d, 15 t, 37 m        | 21.12   |
| RMS Campania                | 1894 | 12 augusti–17 augusti     | Cunard  | Queenstown  | Sandy Hook | 2776   | 5 d, 9 t, 29 m         | 21.44   |
| RMS Lucania                 | 1894 | 26 augusti–31 augusti     | Cunard  | Queenstown  | Sandy Hook | 2787   | 5 d, 8 t, 38 m         | 21.65   |
| RMS Lucania                 | 1894 | 23 september–28 september | Cunard  | Queenstown  | Sandy Hook | 2782   | 5 d, 7 t, 48 m         | 21.75   |
| RMS Lucania                 | 1894 | 21 oktober–26 oktober     | Cunard  | Queenstown  | Sandy Hook | 2779   | 5 d, 7 t, 23 m         | 21.81   |
| SS Kaiser Wilhelm der Große | 1898 | 30 mars–3 april           | NDL     | Needles     | Sandy Hook | 3120   | 5 d, 20 t, 0 m         | 22.29   |
| SS Deutschland              | 1900 | 6 juli–12 juli            | Hapag   | Eddystone   | Sandy Hook | 3044   | 5 d, 15 t, 46 m        | 22.42   |
| SS Deutschland              | 1900 | 26 augusti–1 september    | Hapag   | Cherbourg   | Sandy Hook | 3050   | 5 d, 12 t, 29 m        | 23.02   |
| SS Deutschland              | 1901 | 26 juli–1 augusti         | Hapag   | Cherbourg   | Sandy Hook | 3141   | 5 d, 16 t, 12 m        | 23.06   |
| Kronprinz Wilhelm           | 1902 | 10 september–16 september | NDL     | Cherbourg   | Sandy Hook | 3047   | 5 d, 11 t, 57 m        | 23.09   |
| SS Deutschland              | 1903 | 2 september–8 september   | Hapag   | Cherbourg   | Sandy Hook | 3054   | 5 d, 11 t, 54 m        | 23.15   |
| RMS Lusitania               | 1907 | 6 oktober–10 oktober      | Cunard  | Queenstown  | Sandy Hook | 2780   | 4 d, 19 t, 52 m        | 23.99   |
| RMS Lusitania               | 1908 | 17 maj–21 maj             | Cunard  | Queenstown  | Sandy Hook | 2889   | 4 d, 20 t, 22 m        | 24.83   |
| RMS Lusitania               | 1908 | 5 juli–10 juli            | Cunard  | Queenstown  | Sandy Hook | 2891   | 4 d, 19 t, 36 m        | 25.01   |
| RMS Lusitania               | 1909 | 8 augusti–12 augusti      | Cunard  | Queenstown  | Ambrose    | 2890   | 4 d, 16 t, 40 m        | 25.65   |
| RMS Mauretania              | 1909 | 26 september–30 september | Cunard  | Queenstown  | Ambrose    | 2784   | 4 d, 10 t, 51 m        | 26.06   |
| SS Bremen                   | 1929 | 17 juli–22 juli           | NDL     | Cherbourg   | Ambrose    | 3164   | 4 d, 17 t, 42 m        | 27.83   |
| SS Europa                   | 1930 | 20 mars–25 mars           | NDL     | Cherbourg   | Ambrose    | 3157   | 4 d, 17 t, 6 m         | 27.91   |
| SS Europa                   | 1933 | 27 juni–2 juli            | NDL     | Cherbourg   | Ambrose    | 3149   | 4 d, 16 t, 48 m        | 27.92   |
| SS Rex                      | 1933 | 11 augusti–16 augusti     | Italian | Gibraltar   | Ambrose    | 3181   | 4 d, 13 t, 58 m        | 28.92   |
| SS Normandie                | 1935 | 30 maj–3 juni             | CGT     | Bishop Rock | Ambrose    | 2971   | 4 d, 3 t, 2 m          | 29.98   |
| RMS Queen Mary              | 1936 | 20 augusti–24 augusti     | C-WS    | Bishop Rock | Ambrose    | 2907   | 4 d, 0 t, 27 m         | 30.14   |
| SS Normandie                | 1937 | 29 juli–2 augusti         | CGT     | Bishop Rock | Ambrose    | 2906   | 3 d, 23 t, 2 m         | 30.58   |
| RMS Queen Mary              | 1938 | 4 augusti–8 augusti       | C-WS    | Bishop Rock | Ambrose    | 2907   | 3 d, 21 t, 48 m        | 30.99   |
| SS United States            | 1952 | 11 juli–15 juli           | USL     | Bishop Rock | Ambrose    | 2906   | 3 d, 12 t, 12 m        | 34.51   |

## Österut
| Ångare                      | År   | Datum                     | Rederi            | Från       | Till            | Sjömil | Dagar, timmar, minuter | Knop    |
| --------------------------- | ---- | ------------------------- | ----------------- | ---------- | --------------- | ------ | ---------------------- | ------- |
| Sirius                      | 1838 | 1 maj–19 maj              | B&A               | New York   | Falmouth        | (3159) | (18/0/0)               | (7.31)  |
| SS Great Western            | 1838 | 7 maj–22 maj              | GW                | New York   | Avonmouth       | 3218   | 14 d, 15 t, 59 m       | 9.14    |
| SS Great Western            | 1838 | 25 juni–8 juli            | GW                | New York   | Avonmouth       | 3099   | 12 d, 16 t, 34 m       | 10.17   |
| RMS Britannia               | 1840 | 4 augusti–14 augusti      | Cunard            | Halifax    | Liverpool       | (2610) | 9 d, 21 t, 44 m        | (10.98) |
| SS Great Western            | 1842 | 28 april–11 maj           | GW                | New York   | Liverpool       | 3248   | 12 d, 7 t, 30 m        | 10.99   |
| SS Columbia                 | 1843 | 4 april–14 april          | Cunard            | Halifax    | Liverpool       | (2534) | 9 d, 12 t, 0 m         | (11.11) |
| Hibernia                    | 1843 | 18 maj–27 maj             | Cunard            | Halifax    | Liverpool       | (2534) | 9 d, 10 t, 44 m        | (11.18) |
| Hibernia                    | 1843 | 18 juli–27 juli           | Cunard            | Halifax    | Liverpool       | (2534) | 8 d, 22 t, 44 m        | (11.80) |
| Canada                      | 1849 | 19 juli–28 juli           | Cunard            | Halifax    | Liverpool       | (2534) | 8 d, 12 t, 44 m        | (12.38) |
| Pacific                     | 1851 | 10 maj–20 maj             | Collins           | New York   | Liverpool       | (3078) | 9 d, 20 t, 14 m        | (13.03) |
| Arctic                      | 1852 | 7 februari–17 februari    | Collins           | New York   | Liverpool       | 3051   | 9 d, 17 t, 15 m        | 13.06   |
| Persia                      | 1856 | 2 april–12 april          | Cunard            | Sandy Hook | Liverpool       | (3048) | 9 d, 10 t, 22 m        | (13.46) |
| Persia                      | 1856 | 14 maj–23 maj             | Cunard            | Sandy Hook | Liverpool       | (3048) | 9 d, 3 t, 24 m         | (13.89) |
| Persia                      | 1856 | 6 augusti–15 augusti      | Cunard            | Sandy Hook | Liverpool       | (3046) | 8 d, 23 t, 19 m        | (14.15) |
| Scotia                      | 1863 | 16 december–24 december   | Cunard            | New York   | Queenstown      | (2800) | 8 d, 5 t, 42 m         | (14.16) |
| City of Brussels            | 1869 | 4 december–12 december    | Inman             | Sandy Hook | Queenstown      | (2780) | 7 d, 20 t, 33 m        | (14.74) |
| SS Baltic                   | 1873 | 11 januari–19 januari     | W.Star            | Sandy Hook | Queenstown      | 2840   | 7 d, 20 t, 9 m         | 15.09   |
| City of Berlin              | 1875 | 2 oktober–10 oktober      | Inman             | Sandy Hook | Queenstown      | 2820   | 7 d, 15 t, 28 m        | 15.37   |
| SS Germanic                 | 1876 | 5 februari–13 februari    | W.Star            | Sandy Hook | Queenstown      | 2894   | 7 d, 15 t, 17 m        | 15.79   |
| SS Britannic                | 1876 | 16 december–24 december   | W.Star            | Sandy Hook | Queenstown      | 2892   | 7 d, 12 t, 41 m        | 15.94   |
| SS Arizona                  | 1879 | 22 juli–29 juli           | Guion             | Sandy Hook | Queenstown      | 2810   | 7 d, 8 t, 11 m         | 15.96   |
| Alaska                      | 1882 | 30 maj–6 juni             | Guion             | Sandy Hook | Queenstown      | (2791) | 6 d, 22 t, 0 m         | (16.81) |
| Alaska                      | 1882 | 12 september–19 september | Guion             | Sandy Hook | Queenstown      | 2781   | 6 d, 18 t, 37 m        | 17.10   |
| Oregon                      | 1884 | 29 mars–5 april           | Guion             | Sandy Hook | Queenstown      | 2916   | 7 d, 2 t, 18 m         | 17.12   |
| Oregon                      | 1884 | 26 april–3 maj            | Guion             | Sandy Hook | Queenstown      | 291    | 6 d, 16 t, 57 m        | 18.09   |
| Oregon                      | 1884 | 30 juli–6 augusti         | Cunard            | Sandy Hook | Queenstown      | 2853   | 6 d, 12 t, 54 m        | 18.18   |
| Oregon                      | 1884 | 3 september–10 september  | Cunard            | Sandy Hook | Queenstown      | 2853   | 6 d, 11 t, 9 m         | 18.39   |
| RMS Etruria                 | 1885 | 1 augusti–7 augusti       | Cunard            | Sandy Hook | Queenstown      | 2822   | 6 d, 9 t, 0 m          | 18.44   |
| RMS Etruria                 | 1888 | 7 juli–14 juli            | Cunard            | Sandy Hook | Queenstown      | 2981   | 6 d, 4 t, 50 m         | 19.36   |
| SS City of Paris            | 1889 | 15 maj–22 maj             | I&I               | Sandy Hook | Queenstown      | 2894   | 6 d, 0 t, 29 m         | 20.03   |
| S/S City of New York        | 1892 | 17 augusti–23 augusti     | I&I               | Sandy Hook | Queenstown      | 2814   | 5 d, 19 t, 57 m        | 20.11   |
| RMS Campania                | 1893 | 6 maj–12 maj              | Cunard            | Sandy Hook | Queenstown      | 2928   | 5 d, 17 t, 27 m        | 21.30   |
| RMS Lucania                 | 1894 | 6 maj–12 maj              | Cunard            | Sandy Hook | Queenstown      | 2911   | 3 d, 13 t, 28 m        | 21.81   |
| RMS Lucania                 | 1894 | 2 juni–8 juni             | Cunard            | Sandy Hook | Queenstown      | 2911   | 5 d, 12 t, 59 m        | 21.90   |
| RMS Lucania                 | 1895 | 18 maj–24 maj             | Cunard            | Sandy Hook | Queenstown      | 2897   | 5 d, 11 t, 40 m        | 22.00   |
| SS Kaiser Wilhelm der Große | 1897 | 23 november–29 november   | NDL               | Sandy Hook | Needles         | 3065   | 5 d, 17 t, 23 m        | 22.33   |
| SS Deutschland              | 1900 | 18 juli–24 juli           | Hapag             | Sandy Hook | Eddystone       | 3085   | 5 d, 15 t, 5 m         | 22.84   |
| SS Deutschland              | 1900 | 4 september–10 september  | Hapag             | Sandy Hook | Eddystone       | 2981   | 5 d, 7 t, 38 m         | 23.36   |
| SS Deutschland              | 1901 | 13 juni–19 juni           | Hapag             | Sandy Hook | Eddystone       | 3083   | 5 d, 11 t, 51 m        | 23.38   |
| SS Deutschland              | 1901 | 10 juli–17 juli           | Hapag             | Sandy Hook | Eddystone       | 3082   | 5 d, 11 t, 5 m         | 23.51   |
| SS Kaiser Wilhelm II        | 1904 | 14 juni–20 juni           | NDL               | Sandy Hook | Eddystone       | 3112   | 5 d, 11 t, 58 m        | 23.58   |
| RMS Lusitania               | 1907 | 19 oktober–24 oktober     | Cunard            | Sandy Hook | Queenstown      | 2807   | 4 d, 22 t, 53 m        | 23.61   |
| RMS Mauretania              | 1907 | 30 november–5 december    | Cunard            | Beady Hook | Queenstown      | 2807   | 4 d, 22 t, 33 m        | 23.69   |
| RMS Mauretania              | 1908 | 25 januari–30 januari     | Cunard            | Sandy Hook | Queenstown      | 2932   | 5 d, 2 t, 41 m         | 23.90   |
| RMS Mauretania              | 1908 | 7 mars–12 mars            | Cunard            | Sandy Hook | Queenstown      | 2932   | 5 d, 0 t, 5 m          | 24.42   |
| RMS Mauretania              | 1909 | 3 februari–8 februari     | Cunard            | Ambrose    | Queenstown,     | 2930   | 4 d, 20 t, 27 m        | 25.16   |
| RMS Mauretania              | 1909 | 17 mars–22 mars           | Cunard            | Ambrose    | Queenstown      | 2934   | 4 d, 18 t, 35 m        | 25.61   |
| RMS Mauretania              | 1909 | 5 maj–10 maj              | Cunard            | Ambrose    | Queenstown      | 2934   | 4 d, 18 t, 11 m        | 25.70   |
| RMS Mauretania              | 1909 | 16 juni–21 juni           | Cunard            | Ambrose    | Queenstown      | 2933   | 4 d, 17 t, 21 m        | 25.88   |
| RMS Mauretania              | 1924 | 20 augusti–25 augusti     | Cunard            | Ambrose    | Cherbourg       | 3198   | 5 d, 1 t, 49 m         | 26.25   |
| SS Bremen                   | 1929 | 27 juli–1 augusti         | NDL               | Ambrose    | Eddystone       | 3084   | 4 d, 14 t, 30 m        | 27.91   |
| SS Bremen                   | 1933 | 10 juni–15 juni           | NDL               | Ambrose    | Cherbourg       | 3199   | 4 d, 16 t, 15 m        | 28.51   |
| SS Normandie                | 1935 | 7 juni–11 juni            | CGT               | Ambrose    | Bishop Rock     | 3015   | 4 d, 3 t, 25 m         | 30.31   |
| RMS Queen Mary              | 1936 | 26 augusti–30 augusti     | C-WS              | Ambrose    | Bishop Rock     | 2939   | 3 d, 23 t, 57 m        | 30.63   |
| SS Normandie                | 1937 | 18 mars–22 mars           | CGT               | Ambrose    | Bishop Rock     | 2967   | 4 d, 0 t, 6 m          | 30.99   |
| SS Normandie                | 1937 | 4 augusti–8 augusti       | CGT               | Ambrose    | Bishop Rock     | 2936   | 3 d, 22 t, 7 m         | 31.20   |
| RMS Queen Mary              | 1938 | 10 augusti–14 augusti     | C-WS              | Ambrose    | Bishop Rock     | 2938   | 3 d, 20 t, 42 m        | 31.69   |
| SS United States            | 1952 | 3 juli–7 juli             | USL               | Ambrose    | Bishop Rock     | 2942   | 3 d, 10 t, 40 m        | 35.59   |
| Hoverspeed Great Britain    | 1990 | 23 juni                   | Aegean Speedlines |            |                 |        | 3 d, 7 t, 54 m         | 36.6    |
| Catalonia                   | 1998 | 9 juni                    | Buquebus          | Manhattan  | Tarifa, Spanien | 3125   | 3 d, 9 t, 40 m         | 38.9    |
| Cat-Link V (idag Skane Jet) | 1998 | 20 juli                   | Master Ferries    |            |                 |        | 2 d, 20 t, 9 m         | 41.3    |